# Yakarta Oriental
Yakarta Oriental (Jakarta Timur en indonesio) es una de las cinco ciudades en las que se divide Yakarta, Indonesia. Tiene una superficie de 187,73 km².
Yakarta Oriental tiene límites con Yakarta Septentrional al norte, Bekasi al este, Depok al sur, Yakarta Meridional y Yakarta Central al oeste.

## Subdistritos
Está dividida a su vez en 10 subdistritos:
- Matraman
- Pulo Gadung
- Jatinegara
- Duren Sawit
- Kramat Jati
- Makasar
- Pasar Rebo
- Ciracas
- Cipayung
- Cakung

## Lugares de interés
- Aeropuerto Internacional de Halim Perdana Kusuma
- Bumi Perkemahan dan Graha Wisata Pramuka
- Monumen Pahlawan Revolusi
- Taman Mini Indonesia Indah
- Festival Kalimalang
- Mercado de Kramat Jati